# Den vita apachen
Den vita apachen (engelska: Arrowhead) är en amerikansk långfilm från 1953 i regi av Charles Marquis Warren, med Charlton Heston, Jack Palance, Katy Jurado och Brian Keith i rollerna. Filmen bygger på romanen Adobe Walls av W.R. Burnett.

## Handling
Ed Bannon (Charlton Heston) är en spanare som arbetar med kavalleriet stationerat vid Fort Clark i Texas. Den amerikanska armén försöker hålla fredssamtal med apacherna och flytta dem till ett reservat i Florida. När Toriano (Jack Palance), sonen till apachehövding, återvänder från att ha utbildats i öst, då uppstår en konflikt mellan honom och Bannon. Det hela kulminerar i en kamp man mot man.

## Rollista
| Charlton Heston | – Ed Bannon        |
| Jack Palance    | – Toriano          |
| Katy Jurado     | – Nita             |
| Brian Keith     | – Capt. Bill North |
| Mary Sinclair   | – Lela Wilson      |
| Milburn Stone   | – Sandy MacKinnon  |
| Richard Shannon | – Lt. Kirk         |
| Lewis Martin    | – Col. Weybright   |
| Frank DeKova    | – Chief Chattez    |
| Robert J. Wilke | – Sgt. Stone       |
| Peter Coe       | – Spanish          |
| James Anderson  | – Jerry August     |
| John Pickard    | – John Gunther     |
| Pat Hogan       | – Jim Eagle        |

## Produktion
Filmen spelades in i Bracketville, Texas där händelserna skulle inträffat. Karaktären Ed Bannon bygger på den verkliga soldaten Al Sieber.